# Medaglia Sylvester
La medaglia Sylvester è una medaglia di bronzo assegnata dalla Royal Society, insieme a un premio di 1000 sterline, per incoraggiare la ricerca matematica. La medaglia prende il nome da James Joseph Sylvester, professore saviliano di geometria ad Oxford intorno al 1880, ed è stata assegnata per la prima volta nel 1901, su suggerimento di alcuni amici di Sylvester dopo la sua morte, avvenuta nel 1897. 
La medaglia è stata assegnata ogni tre anni fino al 2009, quando la Royal Society annunciò che sarebbe divenuta a cadenza biennale. Inoltre una medaglia aggiuntiva è stata assegnata nel 2010 per l'anniversario dei 350 anni della società.

## Vincitori della medaglia
- 1901 - Henri Poincaré
- 1904 - Georg Cantor
- 1907 - Wilhelm Wirtinger
- 1910 - Henry Frederick Baker
- 1913 - James Whitbread Lee Glaisher
- 1916 - Jean Gaston Darboux
- 1919 - Percy Alexander MacMahon
- 1922 - Tullio Levi-Civita
- 1925 - Alfred North Whitehead
- 1928 - William Henry Young
- 1931 - Edmund Taylor Whittaker
- 1934 - Bertrand Russell
- 1937 - Augustus Edward Hough Love
- 1940 - Godfrey Harold Hardy
- 1943 - John Edensor Littlewood
- 1946 - George Neville Watson
- 1949 - Louis Joel Mordell
- 1952 - Abram Samoilovitch Besicovitch
- 1955 - Edward Charles Titchmarsh
- 1958 - Max Newman
- 1961 - Philip Hall
- 1964 - Mary Cartwright
- 1967 - Harold Davenport
- 1970 - George Frederick James Temple
- 1973 - John William Scott Cassels
- 1976 - David George Kendall
- 1979 - Graham Higman
- 1982 - John Frank Adams
- 1985 - John Griggs Thompson
- 1988 - C. T. C. Wall
- 1991 - Klaus Roth
- 1994 - Peter Whittle
- 1997 - Harold Coxeter
- 2000 - Nigel James Hitchin
- 2003 - Lennart Carleson
- 2006 - Peter Swinnerton-Dyer
- 2009 - John M. Ball
- 2010 - Graeme Segal
- 2012 - John Francis Toland
- 2014 - Ben Green
- 2016 - William Timothy Gowers
- 2018 - Dusa McDuff
- 2019 - Peter Sarnak
- 2020 - Bryan John Birch[1]
- 2021 - Frances Kirwan[2]
- 2022 - Roger Heath-Brown[3]
- 2023 - Miles Reid[4]